# Santi Gioacchino e Anna ai Monti
Santi Gioacchino e Anna ai Monti ou Igreja dos Santos Joaquim e Ana em Monti é uma igreja de Roma, Itália, localizada no rione Monti, de frente para o Largo Visconti Venosta, no início da Via in Selci. É dedicada aos míticos pais da Virgem Maria, Santa Ana e São Joaquim.

## História
A igreja foi construída numa planta em cruz grega, uma obra que iniciou em 1589 e só terminaria no século XVIII, com a construção da fachada barroca por Giovanni Francesco Fiori. Fica anexa ao convento das Irmãs de São Francisco de Paula (Paolotte).
Em dos sucessivos ampliamentos, na vizinha Via in Selci, onde hoje está o antigo mosteiro, foi encontrado um tesouro, descrito assim por Armellini:

Em 1774, escondido em um grosso muro antigo atrás do coro do mosteiro das Paolotte no Esquilino foi encontrada uma sala secreta (provavelmente da época da primeira invasão bárbara) com um tesouro em prata, estatuetas em metal dourado, arreios de cavalos em prata, candelabros de cristal de rocha, esculturas em mármore etc. Ele foi doado ao mosteiro e por se dispersou uma coleção de objetos cujo melhor estaria nos Museus Vaticanos, especialmente por ser a única a ter entre seus espécimes um toalette de prata. Descobriu-se depois tratar-se de um monumento da famosa família cristã dos Aproniani.— Mariano Armellini Le chiese di Roma dal secolo IV al XIX
A tradição popular atribuiu este tesouro ao rei polonês que viveu na área e de onde deriva o nome da escadaria que segue junto da igreja, Monte Polacco.
Nesta igreja, com a aprovação do Papa São João Paulo II, se realiza, em determinados horários do dia, o culto da Igreja Ortodoxa Etíope Tewahedo, a quem também foi permanentemente concedida a utilização do subsolo da igreja.